# Стабна (приток Днепра)
Стабна (Стобна) — река в Кардымовском и Смоленском районах Смоленской области России. Правый приток Днепра.
Длина 27 км. Течёт на юг параллельно реке Колоднянка. Русло незаболоченное, имеются залежи известнякового туфа, который в ряде мест разрабатывается.
Название происходит из какого-то балтийского языка, ср. прусск. stabis «камень».